# Louis Slotin

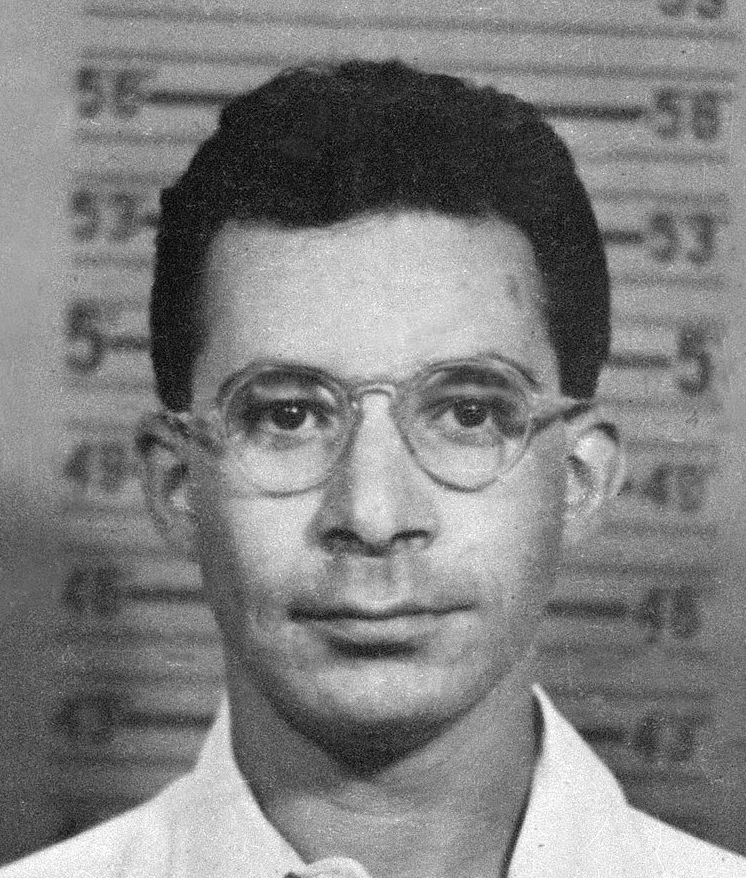
Louis Alexander Slotin

Louis Alexander Slotin (* 1. Dezember 1910 in Winnipeg, Manitoba; † 30. Mai 1946 in Los Alamos, New Mexico) war ein kanadischer Physiker und Chemiker. Er montierte den Kern der ersten Atombombe und starb nach Harry Daghlian als zweiter Mensch an den Folgen eines selbstverschuldeten Nuklearunfalls.

## Frühe Jahre
Louis Slotin war der Sohn jüdischer Einwanderer aus Russland. Er studierte in Winnipeg und promovierte 1936 in London über ein Thema aus der physikalischen Chemie.
Von 1937 bis 1942 arbeitete und forschte er an der Chicagoer Universität. Dort half er beim Aufbau eines Elektronenzyklotrons und war am Chicago Pile beteiligt. Zusammen mit Earl Evans gelang ihm damals der Nachweis, dass tierische Zellen in der Lage sind, Kohlenwasserstoffe aus Kohlendioxid zu synthetisieren. Hierzu verwendete er das radioaktive Kohlenstoffisotop 11C mit einer Halbwertszeit von 20 min, das er im Zyklotron synthetisierte.
Seit 1942 war er Mitarbeiter des Manhattan-Projektes, dessen Ziel die Entwicklung einer Atombombe war. Innerhalb dieses Projektes arbeitete er bis 1944 in Oak Ridge an der Herstellung von Plutonium.

## Zeit in Los Alamos
Im Dezember 1944 zog er nach Los Alamos, wo er mit Messungen der kritischen Masse von spaltbaren Materialien (zum Beispiel Uran oder Plutonium) beauftragt wurde.

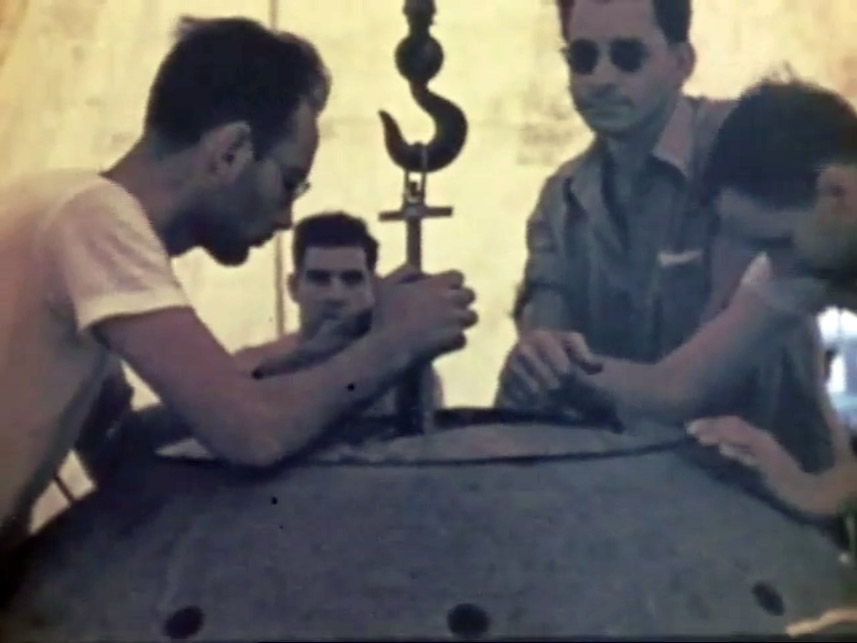
Louis Slotin (zweiter von rechts) und Harry Daghlian (zweiter von links) beim Zusammenbau der Trinity-Bombe

Slotin war am Zusammenbau des Sprengsatzes für den ersten Atombombentest am 16. Juli 1945 beteiligt.
Im September 1945 starb Harry Daghlian, einer seiner engsten Kollegen, an einer tödlichen Strahlendosis von 5,1 Sievert, die er in der Folge eines Unfalls beim Hantieren mit dem Kern einer Plutoniumbombe erhalten hatte. Ziel dieser Experimente war die Bestimmung der kritischen Masse von Plutoniumkonfigurationen mit Anordnungen von Neutronenreflektoren, in diesem Fall Wolframcarbid-Stücke, von denen eines versehentlich auf den Plutoniumkern fiel. Wegen ihrer Gefährlichkeit nannte man die Experimente auch „den Drachen am Schwanze kitzeln“ (tickling the dragon's tail).
Nach Kriegsende plante Slotin seine Rückkehr nach Chicago, um seine biophysikalischen Forschungen fortzusetzen. Wegen seiner speziellen Kenntnisse beim Umgang mit spaltbarem Material ließ man ihn jedoch nicht gehen, bevor er einen Nachfolger angelernt hätte.

### Nuklearunfall

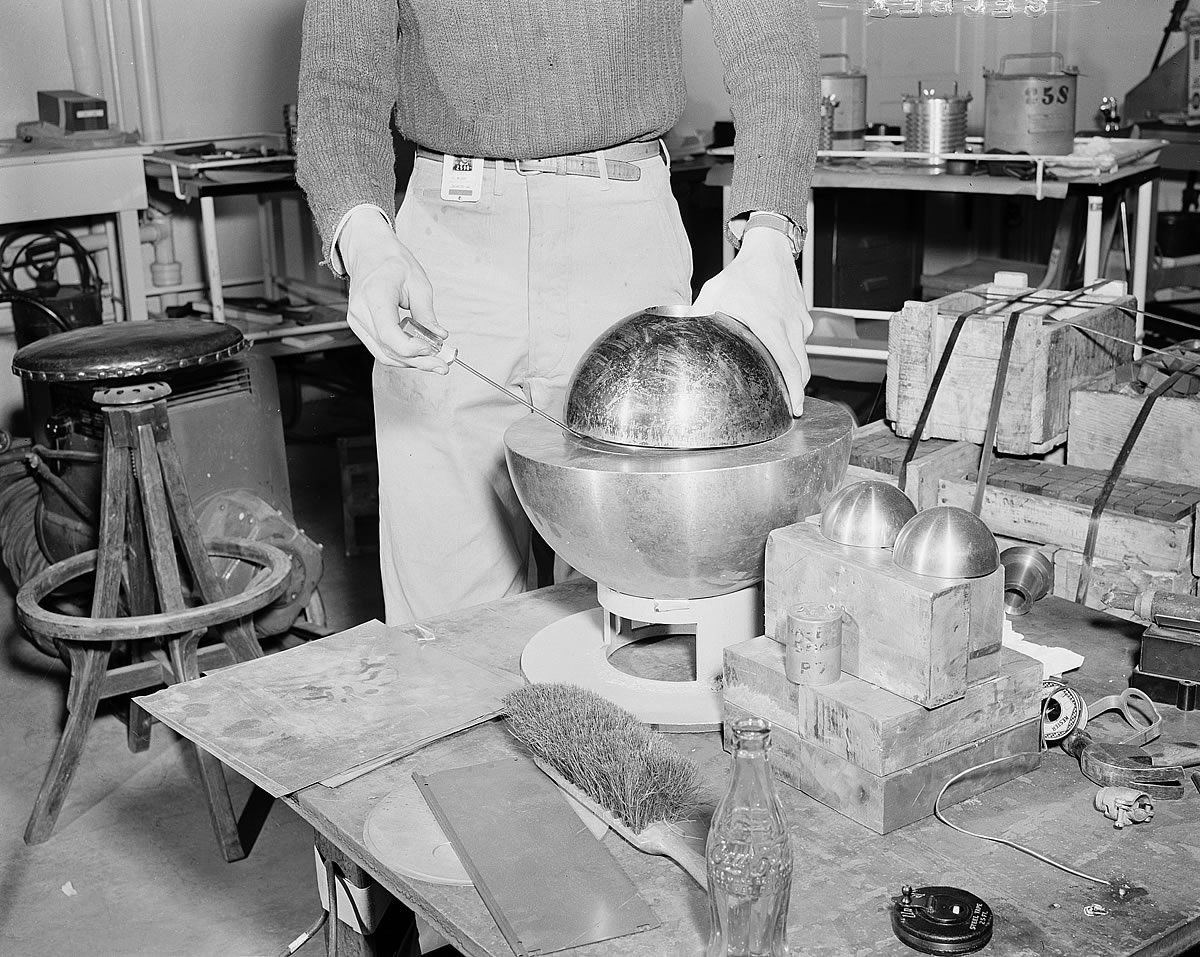
Nachstellung des verhängnisvollen Experiments, das die Konfiguration der Beryllium-Schalen zeigt

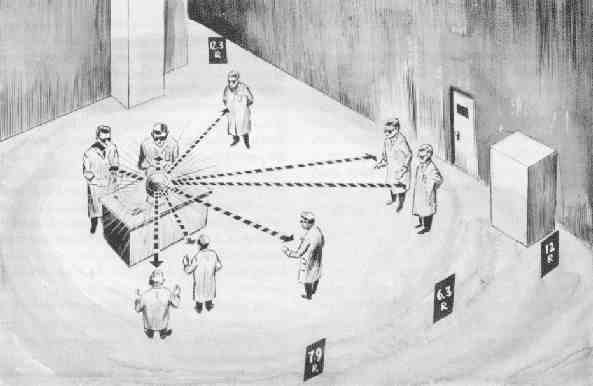
Zeichnung zur Ermittlung der Strahlendosen, die alle Personen im Raum erhalten hatten

Am 21. Mai 1946 führte Slotin in Gegenwart von sieben Kollegen ein verhängnisvolles Experiment durch, ähnlich demjenigen, dem schon sein Kollege und Freund Daghlian zum Opfer gefallen war. Er wollte seinem Kollegen Alvin Graves die Durchführung von Kritikalitätsexperimenten zeigen. Dabei waren zwei Halbkugelschalen aus Beryllium um einen Plutoniumkern herum angeordnet und Slotin versuchte die Halbkugelschalen so dicht zusammenzubringen, dass eine Kettenreaktion ausgelöst wurde. Beryllium reflektiert die Neutronen und verstärkt so die Kettenreaktion. Hierzu kippte er die obere Halbkugelschale mit seinem linken Daumen, den er in ein Daumenloch geführt hatte, an und hielt mit einem Schraubenzieher, den er zwischen die beiden Halbkugelschalen gesteckt hatte, einen kleinen Spalt zwischen ihnen offen. Dazu entfernte er die sonst benutzten Distanzstücke, die einen Zusammenprall der Schalen verhindert hätten. Er hatte vor, den Abstand durch Drehen des Schraubenziehers langsam zu verringern, bis der gewünschte Effekt zu sehen wäre. Um 15:20 Uhr entglitt ihm jedoch der Schraubenzieher, und die obere Halbkugelschale fiel auf die untere, wodurch die Anordnung prompt überkritisch wurde. Die Kollegen sahen ein blaues Glimmen und spürten einen Hitzestoß. Slotin spürte darüber hinaus einen sauren Geschmack im Mund und ein Brennen in der linken Hand. Unwillkürlich riss er die Hand nach oben, wodurch sich die beiden Halbkugelschalen wieder trennten und die Kettenreaktion beendet wurde. Die überkritische Exkursion wurde allerdings schon vorher durch die thermische Ausdehnung der Apparatur beendet.
Slotin hatte in der kurzen Zeit, während der die Anordnung überkritisch war, eine tödliche Strahlendosis von 21 Sievert in Form von Gamma- und Neutronenstrahlung erhalten. Er wurde sofort ins Krankenhaus eingeliefert, wo er am 30. Mai 1946 an der Strahlenkrankheit starb. Auch die übrigen sieben Personen, die sich im Raum aufhielten, erhielten hohe Strahlendosen (von geschätzten 3,6 Sv bis 0,3 Sv).
Bei dem Plutoniumkern handelte es sich um denselben, der bereits Daghlian zum Verhängnis geworden war. Der Kern erhielt daraufhin den Spitznamen „Demon Core“.

## Rezeption
Die erste offizielle Version des Unfalls stellte Slotin als Helden dar, der durch das Hochreißen der oberen Berylliumhalbkugel das Leben seiner Kollegen gerettet habe. Robert B. Brode, einer der führenden Forscher in Los Alamos, wies aber darauf hin, dass Slotin Abstandhalter hätte verwenden müssen, die verhindern, dass die beiden Halbkugeln sich berühren, und durch seine Fahrlässigkeit überhaupt erst das Leben seiner Kollegen in Gefahr gebracht habe.
1948 stifteten Slotins Kollegen in Los Alamos und Chicago den Louis-Slotin-Gedächtnis-Fonds, aus dem bis 1962 Vorlesungen namhafter Wissenschaftler finanziert wurden.
Der 1955 geschriebene Roman Der Unfall von Dexter Masters erzählt die letzten Tage im Leben eines Atomwissenschaftlers, der eine tödliche Strahlendosis erhalten hat, und greift damit die Geschichte von Louis Slotin auf.
Im Film Die Schattenmacher aus dem Jahre 1989 basiert die Figur des Michael Merriman auf der historischen Person des Louis Slotin.
In der Serie Stargate SG-1 wurde in der Folge 21 der Staffel 5 die Unfallsituation abgewandelt verarbeitet.
Die Stadt Winnipeg benannte im Jahr 1993 einen Park nach Slotin. Am 27. April 2002 wurde ein Asteroid nach Slotin benannt: (12423) Slotin.
Robert Jungk schildert 1956 den Unfall in seinem Buch „Heller als tausend Sonnen“.

## Schriften (Auswahl)
- The Systems d-(NH4)2C4H4O6-d-Li2C4H4O6-H2O and d-(NH4)2Li2(C4H4O6)2-1-(NH4)2Li2(C4H4O6)2-H2O. University of Manitoba, 1933 – Dissertation (M.Sc.)
- The Preparation of Racemic Tartaric Acid. In: Journal of the American Chemical Society. Band 55, Nummer, 6, 1933, S. 2604–2605, doi:10.1021/ja01333a505 – mit Alan Newton Campbell  und Stewart A. Johnston
- The Systems (a) Ammonium d-Tartrate-Lithium d-Tartrate-Water, and (b) Ammonium Lithium d-Tartrate-Ammonium Lithium l-Tartrate-Water. In: Journal of the American Chemical Society, Band 55, Nummer 10, 1933, S. 3961–3970, doi:10.1021/ja01337a008. – mit Alan Newton Campbell
- The Utilization of Carbon Dioxide in the Synthesis of α-Ketoglutaric Acid. In: The Journal of Biological Chemistry. Band 136, 1940, S. 301–302, PDF. – mit Earl Alison Evans
- The Role of Carbon Dioxide In The Synthesis of Urea in Rat Liver Slices. In: The Journal of Biological Chemistry. Band 136, 1940, S. 805–806, PDF. – mit Earl Alison Evans
- Carbon dioxide utilization by pigeon liver. In: The Journal of Biological Chemistry. Band 141, 1941, S. 439–450, PDF. – mit Earl Alison Evans
- Assimilation of radioactive carbon from C11O2 by various tissue preparations. In: Federation Proceedings. Band 1, 1942, S. 109 – mit Earl Alison Evans und Birgit Vennesland
- Carbon Dioxide Assimilation In Cell-Free Liver Extracts. In: The Journal of Biological Chemistry. Band 143, 1942, S. 565, PDF. – mit Earl Alison Evans und  Birgit Vennesland
- The Mechanism Of Carbon Dioxide Fixation In Cell-Free Extracts Of Pigeon Liver. In: The Journal of Biological Chemistry. Band 147, 1943, S. 771–784, PDF – mit Earl Alison Evans und  Birgit Vennesland
- Patent  US2823977A: Method of dissolving uranium metal. Angemeldet am 3. August 1944, veröffentlicht am 18. Februar 1958, Erfinder: Louis A. Slotin.‌